# Gustave Lannes de Montebello
Pour les autres membres de la famille, voir famille Lannes de Montebello.
Pour les articles homonymes, voir Lannes et Montebello.
Louis-Gustave Lannes, comte puis marquis de Montebello (° 4 octobre 1838, Lucerne (Suisse) - † 2 décembre 1907, Paris XVIIe), est un diplomate français des XIXe et XXe siècles.

## Biographie
Petit-fils du Maréchal Lannes, Gustave Lannes est le troisième fils et quatrième des sept descendants de Napoléon Lannes et d’Éléonore Jenkinson.
Après des études de droit, il embrasse une carrière de diplomate, d'abord sous les ordres de son père, le 2e duc de Montebello, ambassadeur de France à Saint-Pétersbourg. En 1886, il est nommé ambassadeur de France à Constantinople, puis à Saint-Pétersbourg, en 1891.
Il a contribué à la préparation de l'Exposition hippique et ethnographique russe à Paris (1895).
Devenu un intime des Romanov, Gustave de Montebello joue un rôle essentiel dans la consolidation de l'alliance franco-russe. Il accueille le président Félix Faure, lors de la pose de la première pierre du pont de la Trinité à Saint-Pétersbourg, le 24 août 1897, symbole de l'alliance. La comtesse de Montebello fut une bienfaitrice de la colonie française de la capitale de l'Empire russe, notamment en procurant des financements à l'Asile de la Société française de bienfaisance de Saint-Pétersbourg et son nouvel hôpital.
Le 28 août 1899, le marquis de Montebello est fait grand-croix de la Légion d'honneur.
Le 20 septembre 1901, à l'occasion de son voyage en France, Nicolas II accepte d'être le parrain du premier petit-fils de l'ambassadeur, Nicolas, baptisé en la chapelle du palais de Compiègne. L'événement est évoqué par Marcel Proust dans À la recherche du temps perdu.

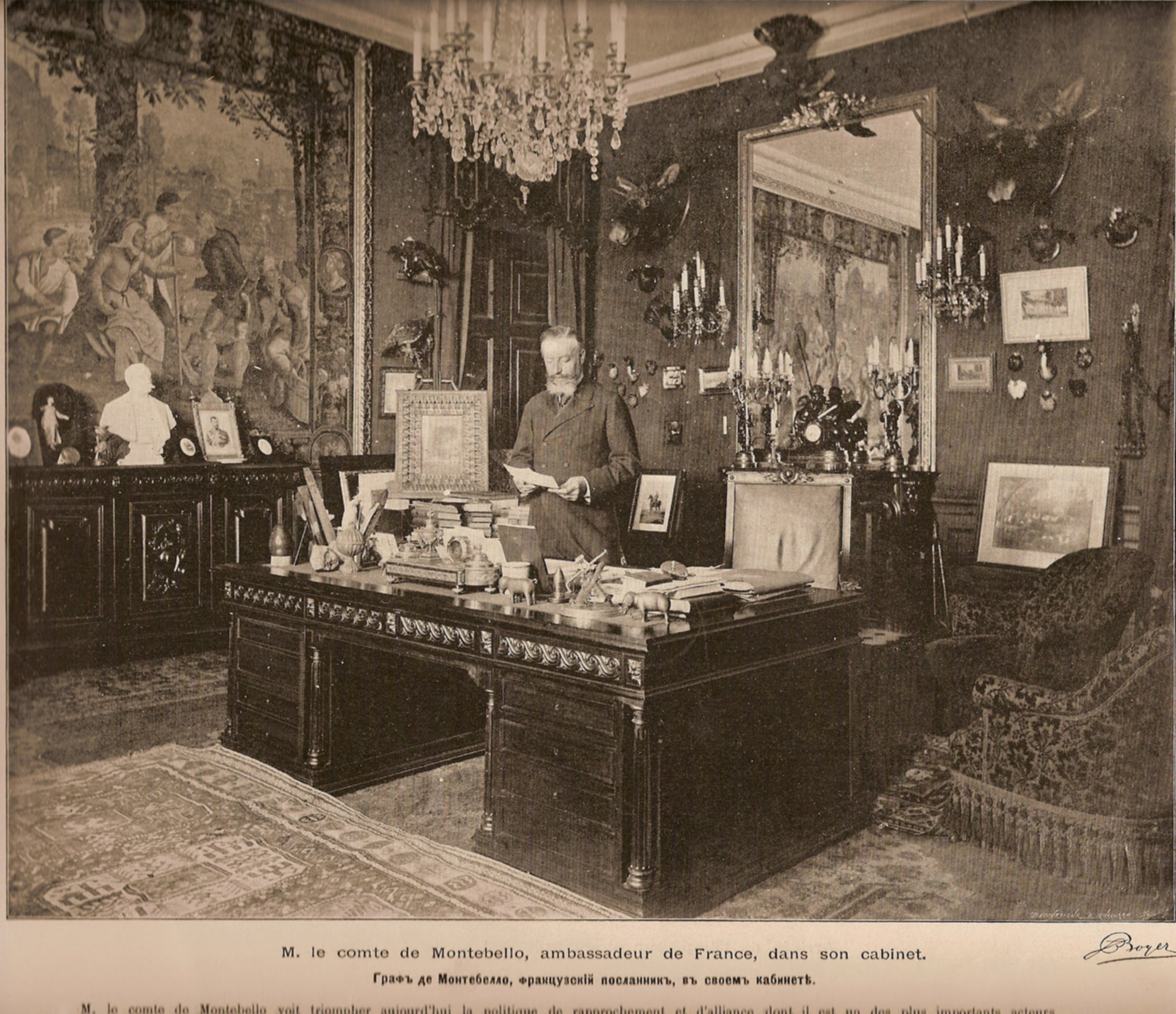
Gustave Lannes de Montebello à son cabinet de Saint-Pétersbourg (v. 1897).

Gustave de Montebello est mis à la retraite par le ministère Combes, en août 1902. Il serait tombé en disgrâce au motif que sa femme se serait présentée (l'année précédente) en chapeau à un déjeuner où toutes les dames étaient convenues d’être nu-tête, fait jugé arrogant,,.
Revenus en France, partagés entre leur hôtel particulier parisien et le château de Stors, à L'Isle-Adam, les Montebello maintiennent des liens privilégiés avec la Russie.
En 1929, la Marquise de Montebello lègue à l’Institut de France une partie des archives de la famille Cheuvreux. Ce fonds contient notamment 254 lettres de Jean-Jacques Ampère à Madame Récamier (1777-1849) que celle-ci a conservées et léguées à leur auteur.

## Ascendance et postérité

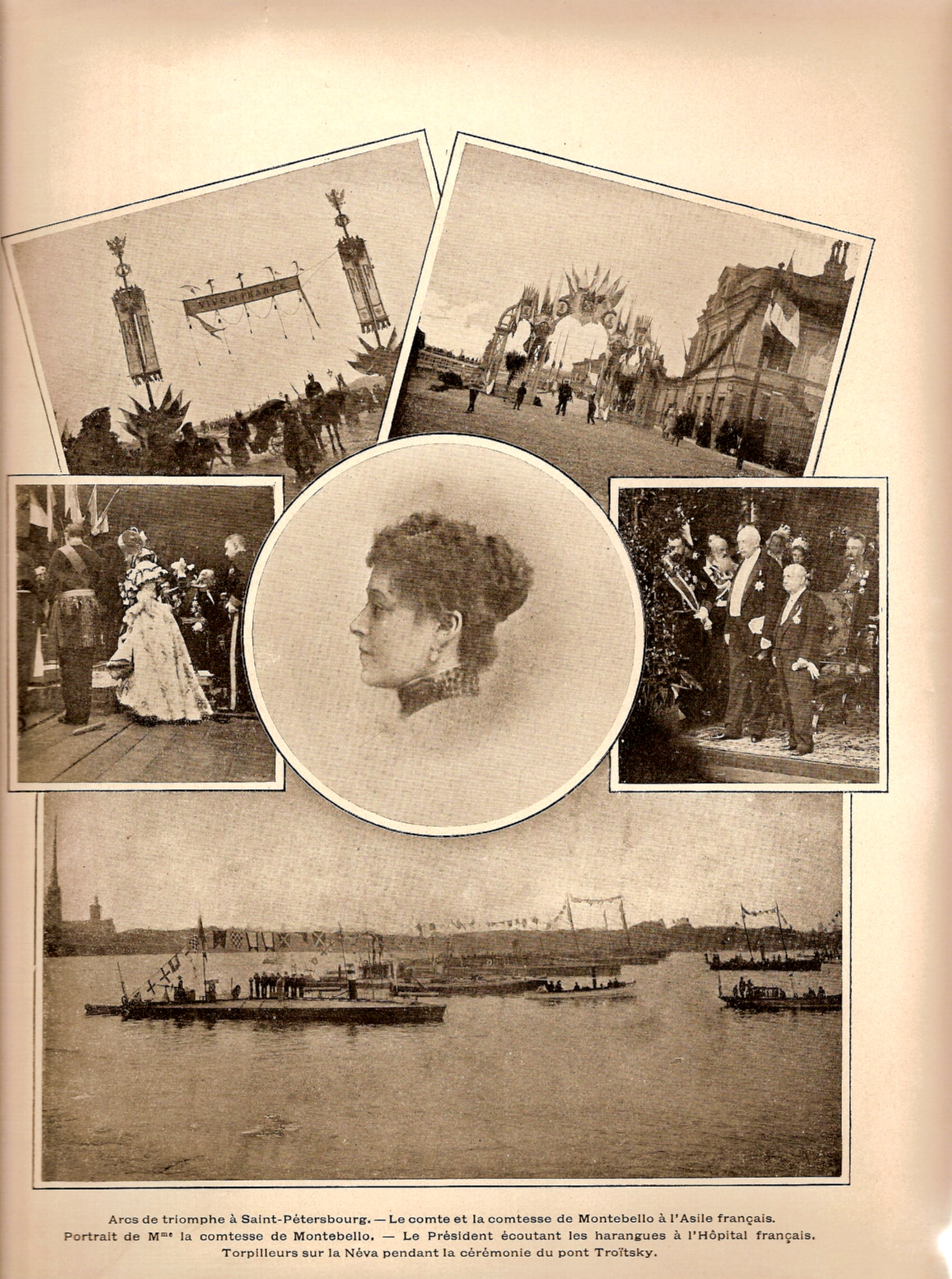
Sur cette page de journal : 1 et 2. Arcs de triomphe à St Pétersbourg, 2. Le comte et la comtesse à l'Asile français, 3. Portrait de Madeleine Guillemin, marquise de Montebello, 4. Le Président écoutant les harangues à l'Hôpital français, 5. Torpilleurs sur la Néva pendant la cérémonie du Pont Troïsky.

Le 27 août 1873, à Paris, il épouse Ma(g)deleine Guillemin (13 mai 1853 - Paris † 10 février 1930 - Paris), présidente de la Société de Secours aux blessés militaires (future Croix-Rouge française), chevalier de la Légion d'honneur, unique fille du premier mariage d'Auguste Guillemin (1813-1877) avec Louise Cheuvreux (1828-1859), héritière de la fortune Cheuvreux et parente de Léon Say. Ils ont eu un fils : Louis-Auguste (né le 12 juin 1874, mort le 24 juillet 1912).

## Sources et références

### Sources partielles
- Archives du ministère français des Affaires étrangères
- Archives Cheuvreux-Montebello